# Hinrich Christian Olde
Hinrich Christian Olde (* 9. März 1727 in Hamburg; † 1. Juli 1789 in Poppenbüttel, begraben in Bergstedt) war ein deutscher Kaufmann.

## Leben und Wirken
Hinrich Christian Olde war ein Sohn des Zuckerbäckers Hinrich Olde (vermutlich getauft am 1. April 1686 in Hamburg; † vor 1749) und dessen Ehefrau Anna Gesa, geborene Osewald (* 16. Oktober 1698 in Altona; † 16. April 1750). Seine Mutter heiratete in zweiter Ehe in Hamburg den Zuckerbäcker Jochim Hinrich Martens.
Oldes erste Lebenshälfte ist größtenteils nicht dokumentiert. 1749 erwarb er das Hamburger Bürgerrecht. Dabei bürgte sein Onkel Hans Olde, der ebenfalls Zuckerbäcker war, für ihn. Am 22. Januar 1759 heiratete er in Hamburg Henriette Elisabeth Rosenhagen (* 17. September 1733 in Eddesse; † 15. Juni 1787 in Poppenbüttel). Ihr Vater Heinrich Conrad Rosenhagen wirkte als Pastor in Eddesse. Die Ehe blieb kinderlos.
Im März 1763 erwarb Olde eine von zwei Kupfermühlen in Poppenbüttel. Wenig später wurde er, offensichtlich wegen Ereignissen an der Hamburger Börse zahlungsunfähig. Daher veräußerte er die Mühle im August 1763. Drei Monate später verfügte er wieder über ausreichend Kapital, um die Mühle erneut übernehmen zu können. 1764 hatte er die finanziellen Probleme noch nicht ganz überwunden. Er konnte aber ausreichend Fremdkapital aufnehmen, um auch die zweite Kupfermühle zu erwerben.
Olde bezog einen Wohnsitz in Poppenbüttel und verarbeitete anfangs Kupfer. Später richtete er eine Silberschmelze ein. Die dort geschaffenen Werke waren seinerzeit in Deutschland wahrscheinlich einzigartig. Er unterhielt enge Geschäftsbeziehungen mit dem Schatzmeister Heinrich Carl Schimmelmann, von denen er profitiert haben dürfte. Ab 1771 produzierte Olde die Rohlinge der neuen königlichen Kupfermünze von Altona. 1775 bekamen seine Werke eine Konzession der dänischen Regierung.
Olde erwirtschaftete offensichtlich große Gewinne. Sein Vermögen versetzte ihn in die Lage, 1781 mit dem Hamburger Domkapitel, dem Poppenbüttel gehörte, über einen Verkauf des gesamten Dorfes zu verhandeln. Warum der Kauf nicht zustande kam, ist nicht bekannt. Stattdessen übernahm er 1782 lediglich eine der dortigen Hufen. Im selben Jahr entstanden auf dem Gelände neue Gebäude, bei denen es sich vermutlich um eine Hütte mit zwei Walzwerken handelte.
1782 besaß Olde ein mit selbst hergestellten Kupferplatten beschlagenes Schiff. Rund ein Viertel des Kupfers, das in Hamburg aus Mexiko und Peru angeliefert wurde, durchlief Oldes Werke. Er stellte daraus Kessel her, die beispielsweise für Zuckerraffinerien in Westindien gedacht waren, Messingdraht für Stecknadeln und Platten für den Schiffsbeschlag. Aus zumeist englischem Kupfer produzierte er Rohlinge für die Altonaer Münzen. Darüber hinaus tätigte er bedeutende Handelsgeschäfte im Mittelmeerraum.
Von 1785 bis 1786 verhandelte Olde mit dem Finanzkollegium in Kopenhagen über größere Geschäfte. Er erhielt die Altonaer Münze als Pacht; der dänische König erhielt im Gegenzug die Eigentumsrechte an Oldes Grundstücken mitsamt Mühlen, Bauwerken und Einrichtung. Die Produktion in den Werken führte er jedoch fort. Das von Ernst Heinrich von Schimmelmann geführte Finanzkollegium hoffte, die Münzen so günstiger herstellen zu können und das Münzwesen zu vergrößern. Aufgrund einer neuen Münzordnung der Herzogtümer bestand ab 1788 ein großer Bedarf für Silbergeld. Hinzu kam die damit neu gegründete Altonaer Speziesbank.
Als August Adolph von Hennings 1785 Olde besuchte, ruhte dessen Silberschmelze noch. Mit der neuen Münzordnung florierten die Geschäfte. Daher existierten in den Herzogtümern Gerüchte, dass Olde die Person gewesen sei, die die Reform vorangetrieben habe. August Adolph von Hennings berichtete über Olde zwar von „einem braven und in Handlungs-Münz- und Cours-Sachen sehr erfahrenen Manne“. Da nach Oldes Tod ein Konkursverfahren durchgeführt werden musste, bei dem nicht alle Forderungen beglichen werden konnten, ist davon auszugehen, dass er die Geschäfte nicht einwandfrei führte.

## Persönlichkeit
Der Schriftsteller Friedrich Johann Lorenz Meyer beschrieb Olde als Person „von Kopf und Bildung“. Auf den Grundstücken in Poppenbüttel ließ er Gartenanlagen anlegen, deren landschaftliche Schönheit seinerzeit sehr gelobt wurde. Als spendabler Gastgeber empfing er Autoren aus Hamburg und Holstein, unter ihnen Friedrich Gottlieb Klopstock, Matthias Claudius, Friedrich Leopold zu Stolberg-Stolberg, Christian zu Stolberg-Stolberg, seinen Freund Paschen von Cossel und die Kopenhagener Friederike Brun und Jens Immanuel Baggesen.
Im September 1788 kam es bei einem der Treffen zu einer von  Matthias Claudius Ausfahrt auf der Alster. Baggesen beschrieb diese in dem „Labyrinth“ als die „Reise ans Ende der Welt“.